# SoftICE
 SoftICE  és un depurador a mode kernel propietari i de pagament per Microsoft Windows. Està dissenyat per a executar sota Windows, de tal manera que el Sistema Operatiu desconegui la seva presència. A diferència d'un depurador d'aplicacions, SoftICE és capaç de suspendre totes les operacions a Windows quan es desitgi, la qual cosa és útil per a depurar drivers, ja que és important conèixer com s'accedeix al maquinari així com les funcions del sistema operatiu.
Microsoft ofereix dues depuradores en mode kernel, WinDbg i KD, sense cap cost. No obstant això, les capacitats totals de WinDbg i KD només estan disponibles quan es fan servir dos ordinadors entrellaçades. SoftICE és una eina excepcionalment útil per al desenvolupament de drivers i és compatible amb les últimes versions del sistema operatiu de Microsoft.
Existeixen versions anteriors disponibles per a MS-DOS i sistemes operatius disponibles. SoftICE va ser originalment produït per una companyia de nom NuMega, i va ser posteriorment adquirida per Compuware.
SoftICE és també popular com a eina de crackeig de programari.

## Història
El SoftICE original per DOS va ser escrit en 1987 pels fundadors de NuMega Frank Grossman i Jim Moskun. El programa, escrit en un 80.386 a llenguatge d'assemblador, jugava el paper d'un sistema operatiu i executar programari en manera virtual 8.086. Es va vendre per $ 386.
Les noves versions de SoftICE van cavar profund en Microsoft Windows. Així com versions velles de SoftICE són rarament compatibles amb noves versions de Windows. Compuware va decidir oferir SoftICE com una subscripció per així poder mantenir actualitzat amb les últimes versions de Microsoft Windows.
Solia venir inclòs en el programari de NuMega DriverStudio però va ser eliminat l'abril de 2006.

## Terminació
El 3 d'abril de 2006 el producte DriverStudio va ser eliminat per "una varietat de detalls tècnics i de negoci així com a condicions generals de mercat". El suport i manteniment va ser ofert fins al 31 de març de 2007.

### Alternatives propietàries
El depurador Syser pretén ser un reemplaçament complet de SoftICE. S'executa en les versions 32-bit de Windows Vista/XP/2003/2000, i suporta SMP, HyperThreading i CPU multinucli.
Un altre depurador molt usat actualment és OllyDbg. Funciona a nivell d'assemblador de 32 bits i és especialment útil quan no es disposa del codi font.

### Alternatives lliures
L' Rasta Ring 0 Debugger  (RR0D) és un depurador en mode kernel semblant a SoftICE, està disponible a la web. Proporciona depuració de baix nivell per Microsoft Windows, Linux, OpenBSD i FreeBSD. En el moment en què s'escriu aquest document una versió de Mac OS X es troba en progrés.